# Allomerus brevipilosus
Allomerus brevipilosus (лат.) — вид южноамериканских древесных муравьёв подсемейства мирмицины (Myrmicinae). Эндемик Южной Америки: Бразилия (Амазонас). Мелкие муравьи коричневого цвета (длина тела около 2 мм). Длина головы рабочих особей 0,55 мм (ширина — 0,52 мм). Усики рабочих 10 члениковые с булавой из 3 апикальных сегментов. Скапус усиков рабочих очень короткий (его длина около 0,36 мм). Жвалы с пятью зубцами на жевательном краю. Нижнечелюстные щупики 3-члениковые, а нижнегубные щупики состоят из 2 сегментов. Стебелёк между грудкой и брюшком состоит из двух сегментов (петиоль + постпетиоль). Обнаружены на двудольных растениях Gleasonia nauensis (семейство Мареновые, Rubiaceae). Вид был описан в 2007 году колумбийским мирмекологом Фернандо Фернандесом (Fernández, F., Instituto de Ciencias Naturales, Национальный университет Колумбии, Богота, Колумбия).